# پرتوهای کورکننده
پرتوهای کورکننده (به انگلیسی: Blinding Lights)، ترانه‌ای از د ویکند، خواننده کانادایی است که به عنوان دومین تک‌آهنگ از چهارمین آلبوم استودیویی او، آخر شب منتشر شد. این آهنگ در ۲۹ نوامبر ۲۰۱۹ منتشر گردید.
«پرتوهای کورکننده» در جداول آهنگ‌های ۲۹ کشور از جمله آمریکا، به رتبه اول رسید و تبدیل به پنجمین آهنگ د ویکند در رتبه اول ۱۰۰ آهنگ داغ بیلبورد شد.